# Gonam
Gonam, Guonam – rzeka w Rosji, w Jakucji; lewy dopływ rzeki Uczur. Długość 686 km; powierzchnia dorzecza 55 600 km².
Źródła w Pasmie Stanowym; płynie w szerokiej dolinie w kierunku północno-wschodnim i wschodnim; przełamując się kilkakrotnie przez wyższe pasma.
Główny dopływ: Algama. 
Zamarza od października do połowy maja; zasilanie śniegowo-deszczowe.